# Blackmail (band)

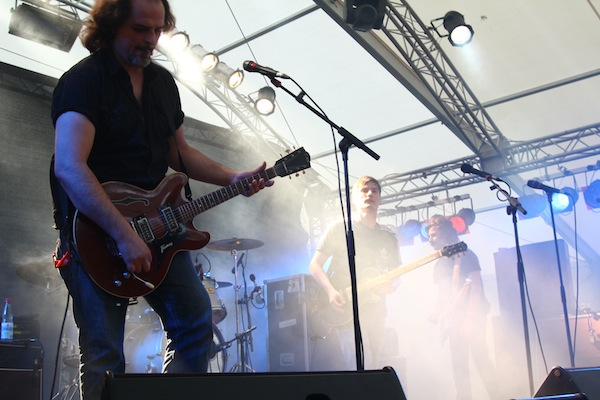
Blackmail

Blackmail is een band uit de Duitse stad Koblenz. Hun stijl is te omschrijven als Indierock. Ze bestaan vanaf 1993. Ze hebben samen met Lee Buddah de soundtrack van de Duitse film Kammerflimmern (Off Beat) verzorgd (met de hit Airdrop).

## Bandleden
- Aydo Abay — zang, synthisizer, gitaar,
- Kurt Ebelhäuser — gitaar, achtergrondzang, sampling,
- Carlos Ebelhäuser — bas, achtergrondzang,
- Mario Matthias — drum

## Discografie
1. Blackmail '97, ( momenteel opnieuw uitgegeven)
2. Science fiction '99 ( momenteel opnieuw uitgegeven)
3. Bliss please 2001, met onder andere same sane
4. Friend or foe 2003, met onder andere it could be yours
5. soundtrack Kammerflimmern 2005, met onder andere airdrop
6. Aerial view ( 2005) met onder andere soulblind
7. Tempo Tempo ( 2008) met onder andere sh sh shame